# Raúl Anguiano

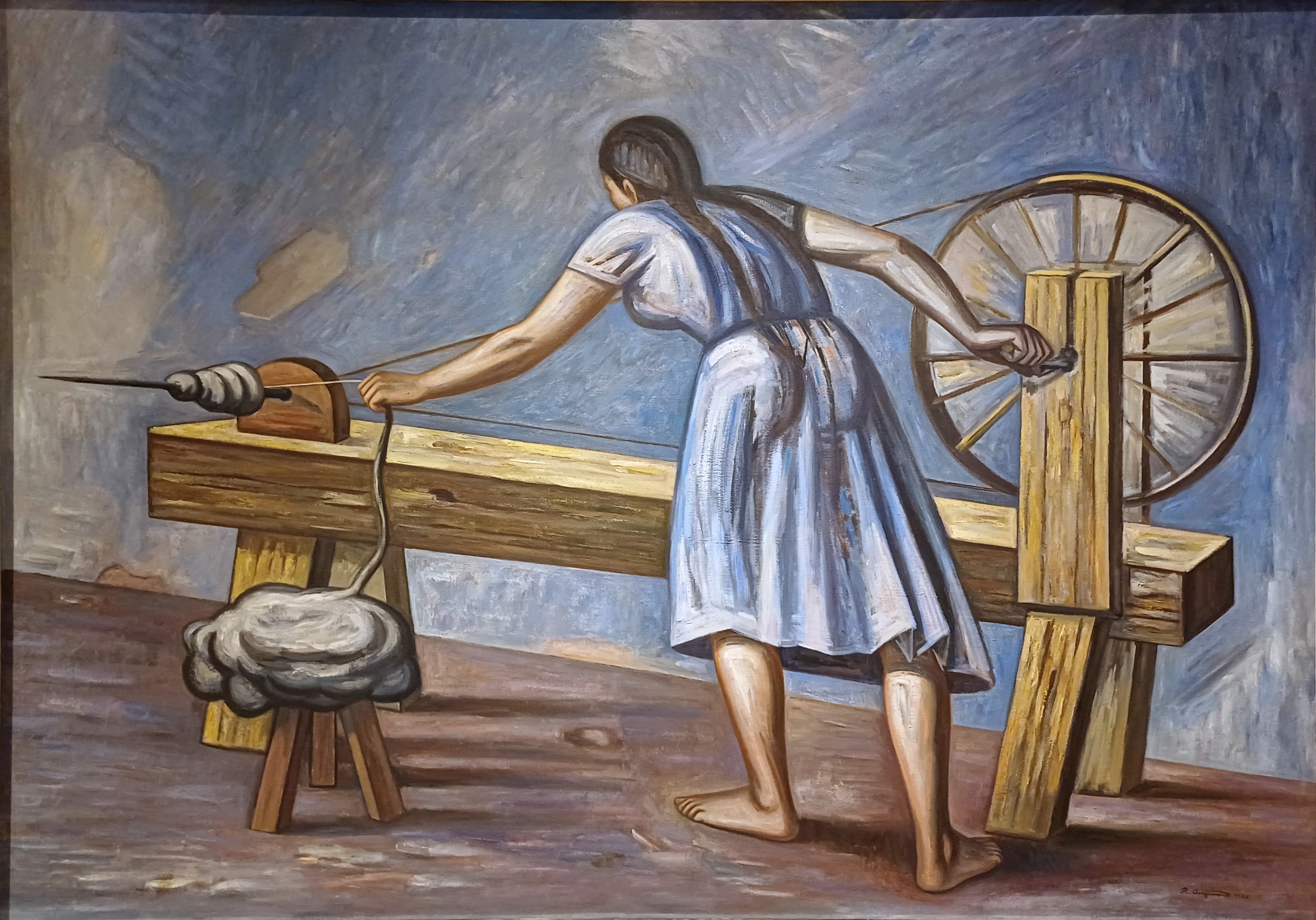
Bild The Spinner von Raúl Anguianom (1959)

José Raúl Anguiano Valadez (* 26. Februar 1915 in Guadalajara; † 13. Januar 2006 in Mexiko-Stadt) war ein mexikanischer Wandmaler des Muralismo.

## Biografie
Raúl Anguiano studierte von 1930 bis 1934 in der Escuela Libre de Guadalajara Malerei und ab 1934 in Mexiko-Stadt Wandmalerei. 1935 bis 1937 war er Dozent an der La Esmeralda. 1937 trat er in die Liga de Escritores y Artistas Revolucionarios (Liga der revolutionären Schriftsteller und Künstler, LEAR) ein und wirkte an den Wandmalereien des Centro Escolar de la Revolución (Schulzentrum der Revolution) mit. Im selben Jahr gründete er zusammen mit Ángel Bracho, Leopoldo Méndez, Alberto Beltrán und anderen Künstlern die Taller de Gráfica Popular (Werkstatt der Volksgraphiker, TGP). In den Jahren 1938 und 1940 organisierte er im Auftrag des Erziehungsministeriums Ausstellungen in Kuba. 1941 studierte er an der Art Students League of New York. 1948 begründete er mit anderen Künstlern die Sociedad para el Impulso de las Artes Plásticas (Gesellschaft für Impulse der plastischen Kunst). 1949 reiste er mit einer Expedition des Instituto Nacional de Bellas Artes (Nationales Institut der schönen Künste) zu den Lacandonen und den Ruinen der Mayastadt Bonampak in Chiapas. 1951 reiste er nach Kuba, dann nach Paris und anschließend nach England, Belgien, Deutschland, Italien und Spanien. Zeitweise war Anguiano Unterrichtsinspektor des mexikanischen Erziehungsministeriums und Zeichenlehrer an verschiedenen Schulen in Mexiko-Stadt. Für seine Werke erhielt er zahlreiche nationale und internationale Preise. Er war Mitglied der Academia de Artes in Mexiko-Stadt.

## Werke
- Zapata
- Die Frauen von Mexiko
- Die Reise nach Bonampak (1949)